# Halewood International
Halewood International este o companie producătoare de băuturi alcoolice din Marea Britanie, înființată în 1978 de către John Halewood.
Cu o cifră de afaceri anuală de peste 500 milioane de euro, Halewood International distribuie peste 1.400 de produse pe teritoriul Marii Britanii și în 30 de țări din toată lumea.
Patru dintre mărcile create de Halewood International se regăsesc în topul primelor zece mărci din categoria lor în Marea Britanie.

## Halewood International în România
Halewood International a început să importe vinuri din Romania din 1987.
În prezent (mai 2010) compania activează pe piața românească prin intermediul grupului Halewood format din 3 companii: Domeniile Halewood, care administrează 350 de hectare de vie în regiunile Dealu Mare, Podișul Transilvaniei și Murfatlar pentru producția de struguri, Cramele Halewood, care produc efectiv vinul și îl distribuie pe piața internă și Halewood România, compania care se ocupă de exportul de vin.